# Bartın Çayı
Der Bartın Çayı ist ein Fluss zum Schwarzen Meer in der Provinz Bartın im  Norden der Türkei.
Der Bartın Çayı hieß in der Antike Parthenios (latinisiert: Parthenius).
Der Fluss entspringt im Küre Dağları, einem Gebirgszug des Westpontischen Gebirges, an der Provinzgrenze zu Kastamonu.
Der Bartın Çayı fließt anfangs in westsüdwestlicher Richtung. Er passiert das Kreisverwaltungszentrum Ulus. Bei Abdipaşa mündet der Gökırmak von links in den Fluss. Dieser wendet sich nach Nordwesten.
Die Fernstraße D 755 folgt dem Flusslauf.
Der Fluss passiert die Provinzhauptstadt Bartın, ab welcher er schiffbar ist. Nach weiteren 14 km erreicht er das Schwarze Meer. Weitere größere Nebenflüsse sind Arıt Deresi von rechts und Kocanaz Deresi von links.
Der Fluss hat eine Länge von etwa 100 km. Sein Einzugsgebiet umfasst 2059 km². Er ist der einzige Fluss der Türkei, auf welchem die Beförderung von Frachtgut zugelassen ist. Das für die Fracht zugelassene Areal beträgt 7 km.